# Příze
Příze je délková textilie z jednoho nebo více vláken.

## Obsah pojmu příze
K obsahu pojmu příze se v odborné textilní literatuře najdou velmi rozdílné definice.
- Všeobecně se pokládají za příze výlučně výrobky z přírodních a umělých staplových vláken zpevněných zákrutem, tj. spředených v surovém stavu nebo upravené (skaním, barvením apod.) pro další zpracování[2] a případně výrobky z opřádaných filamentů (jádrové příze).[1]

- Velká část odborníků však používá pojem příze také pro výrobky s nepřetržitou délkou vzniklé zvlákňováním jak chemických tavenin a roztoků (filamenty), tak i živočišných sekretů (přírodní hedvábí).[1]
- V novější literatuře se pojmem příze označují také příze z fóliových pásků.[3] a pásky ze zátažných pletenin, a proplétané nebo splétané úzké textilie.[4]
- Rozdíly a nesrovnalosti mezi pojmy příze a nit jsou popsány ve článku nit.
- Z whiskerů se (dosud) nedá vyrábět ani staplová ani filamentová příze, příze z  nanovláken jsou (do roku 2021) známé jen jako laboratorní, nekomerční výrobky.[5] Pro rovingy (svazky z několika tisíc filamentů) se označení příze nepoužívá.

## Suroviny na výrobu příze
Podle původu lze textilní vlákna rozdělit na
- rostlinná (bavlna, len, juta, konopí, sisal aj.)
- živočišná (vlna, přírodní hedvábí, angora, velbloudí srst aj.)
- minerální (azbest)
- umělá
  - z přírodních polymerů (např.: viskóza, acetát)
  - syntetické polymery (nejznámější: polyester, polyakryl, polyamid)
  - anorganické sloučeniny (sklo, měď a jiné kovy)

Do roku 2020 má celosvětová spotřeba textilních vláken dosáhnout 100 milionů ročních tun, ze kterých bude použito více než 90 % na výrobu příze.

## Výroba staplové příze (předení)
Předení je jedna z nejstarších rukodělných činností v dějinách lidstva. Ruční předení nahradila už před více než 200 lety asi na 99 % strojní průmyslová výroba. Ta dosáhla v roce 2012 ve světě cca 46 milionů tun a zaměstnávala více než 6 milionů lidí (z celkového počtu 11,5 milionů zaměstnaných v textilním průmyslu).

### Příprava k předení
Příprava přírodních materiálů k předení spočívá v rozvolnění chomáčků vláken, čištění od cizích příměsí a živočišných tuků (u vlny), seřazení vláken do jednoho směru (mykání) a pozvolné ztenčování vrstvy vláken průtahem na určitý poměr délky k váze materiálu (protahovací a křídlový stroj). Pro vysoce kvalitní a jemné příze se zařazuje do přípravného procesu česárna, ve které se odstraní určité procento nejkratších vláken.
Z umělých vláken se asi ⅔ přizpůsobují délkou přírodním staplovým materiálům, ke kterým se přidávají v určitém procentuálním poměru během předpřádání nebo se i zpracovávají bez příměsí stejnou technologií jako přírodní vlákna.

### Dopřádání
Z několika známých systémů se používá:
- Dopřádání na prstencových strojích. Na více než 200 milionech vřeten se v roce 2011 vyrobilo tímto způsobem asi 68 % převážně jemnějších staplových přízí (z toho v milionech tun: 26 konvenčně a 8 kompaktně). Až na výjimky (např. skleněná vlákna) se dají tímto způsobem spřádat všechna staplová vlákna.
- Rotorové (v češtině častěji bezvřetenové) dopřádání se začalo uplatňovat od 60. let 20. století. V roce 2011 bylo ve světě instalováno více než 4 miliony spřádacích jednotek, jejichž podíl na produkci staplových přízí se odhadoval na 31 %.
- Ostatní systémy dopřádání (např. křídlové, odstředivé) se dosud uplatňují jen při výrobě speciálních přízí nebo u „nových“ technologií předení jako jsou frikční, tryskové nebo samoskané. Jejich podíl na množství vyrobené příze nepřesahuje (v roce 2011) 2 %.

## Druhy staplových přízí
Výrobní zařízení jsou z velké části specializovaná na zpracování určitého druhu suroviny.
Podle toho se pak rozdělují příze např. na bavlnářské (z bavlny a směsí vláken s délkou do cca 60 mm), vlnařské (z vlny a vláken do cca 150 mm), z lýkových vláken, vigoňové, odpadové
Od suroviny, z níž je příze zcela nebo převážně vyrobena, se obvykle odvozuje pojmenování: vlněné, polyesterové, acetátové, skleněné atd.
Podle způsobu předpřádání: mykané, česané, poločesané, směsové, viguré
Podle účelu použití: tkalcovské, pletařské, ručně pletací, krepové, kobercové
Podle způsobu úpravy nebo zpracování: režně bílé, barevné, mercerované, opalované, křížem soukané, skané (dvojmo- trojmo- atd.), efektní (buklé, nopkové, střapcové atd.)

## Výroba filamentů (zvlákňování)
V roce 2020 dosáhla celosvětová výroba filamentových  přízí 54 milionů tun  s podílem na celkovém množství 59 %. (Ze staplových přízí se podílely na celkové výrobě krátkovlákenné 37 % a dlouholvlákenné příze 4 %).
Technologie výroby umělých filamentů sestává ze zvlákňování, dloužení, fixace a úpravy filamentových přízí. Z řady známých způsobů zvlákňování je nejpoužívanější (přes 90 % vyráběného množství) tzv. tavné zvlákňování.

## Druhyfilamentů

### Hladké
- částečně orientované nebo část. dloužené příze: s nízkou (LOY), střední (MOY), vysokou (HOY) orientací molekul, předorientovaná a předdloužená příze (POY)
- dloužené (FDY)
  - textilní (např. mikrovlákno pro oděvní a bytové účely)
  - technické (na výztuže pneumatik a kompozitů)

### Tvarované
(na oděvní textilie a koberce)

### Monofily
(na punčochy) a „dráty“ (rybář. šňůry, výztuž tenis. raket, umělý trávník)
Použití umělých filamentových přízí: 80 % na tkaniny a pleteniny k oděvním účelům, 7 % na koberce a 13 % na technické textilie.

### Hedvábné příze
Příze z přírodního hedvábí „vyrábí“ tj. zvlákňuje a dlouží housenka bource morušového, odvíjení vlákna z kokonů a případné úpravy příze se provádějí strojově.
Hedvábná příze – gréž – sestává obvykle z 8–10 jednotlivých vláken držených pohromadě jen velmi nízkým zákrutem.
U skaných přízí se rozeznává trama, s maximálně 150 zákruty na metr a více zakroucený organsin.
Světová roční produkce hedvábných přízí dosahuje cca 100 000 tun. Příze jsou podstatně dražší než umělé filamenty, použití: lehké ošacení, vázanky, šicí nitě.

## Příze z fóliových pásků
se vyrábí stříháním nebo štěpením fólie (barvené obvykle v tavenině) na pásky o šířce 2–60 mm. Pásky se mohou upravovat kadeřením, vrapováním, matováním aj.
Použití: vázací šňůry, dekorační a technické tkaniny, vlasové pásky (niti) pro umělý trávník

## Galerie přízí

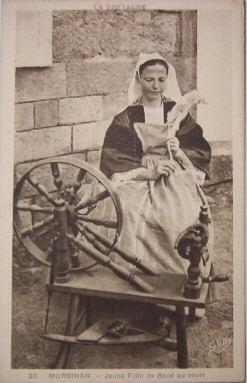
Předení na kolovrátku (asi v roce 1910)
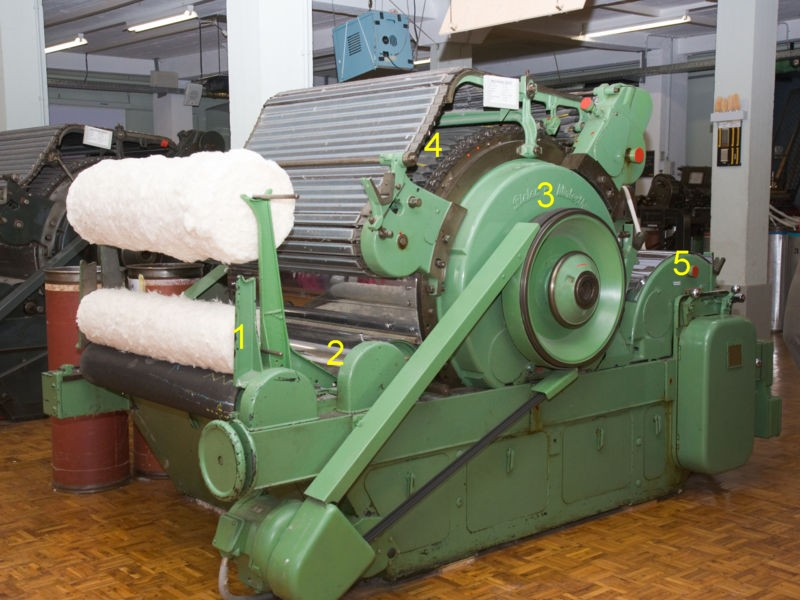
Mykací stroj na bavlnu z 30. let 20. století
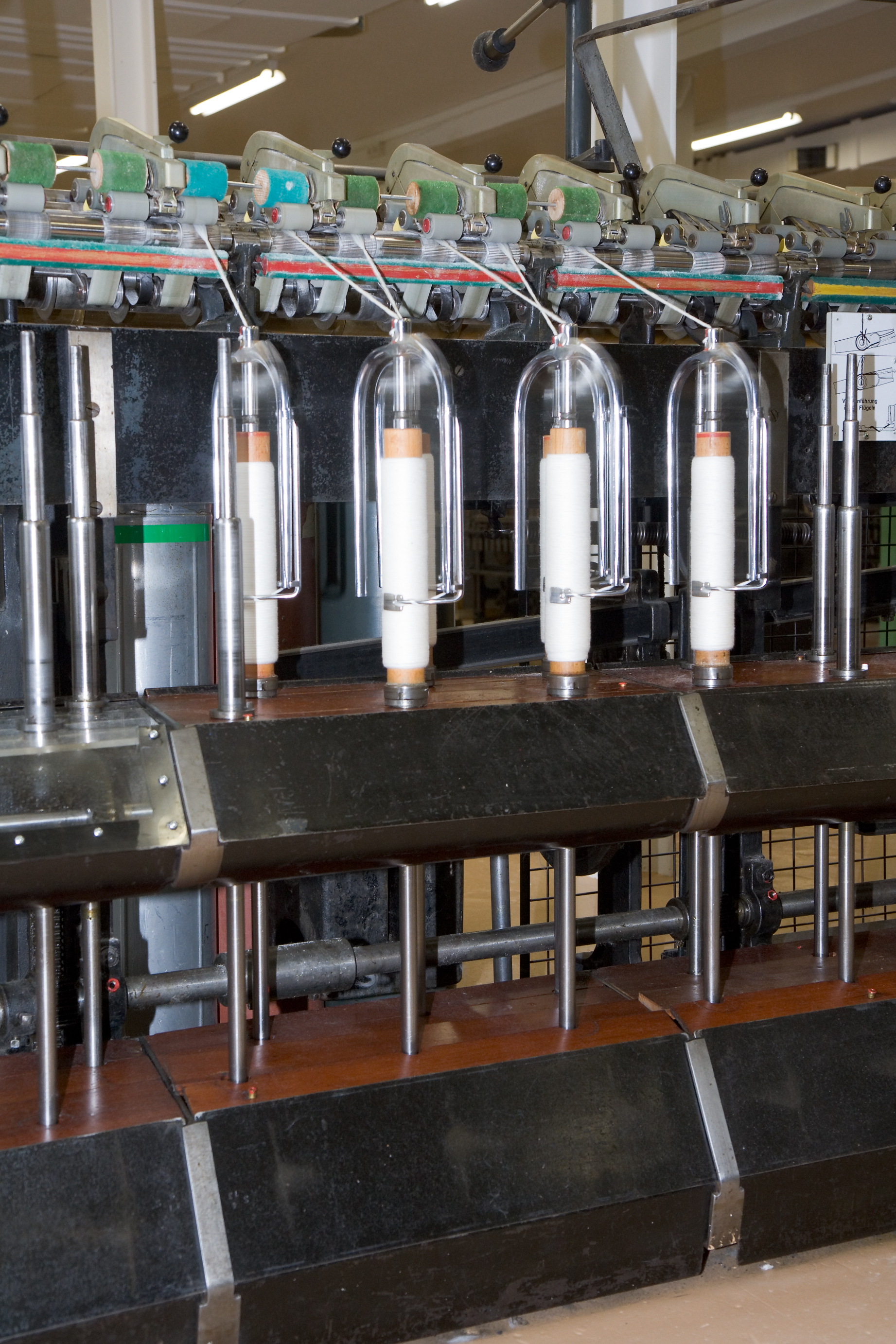
Část křídlového (předpřádacího) stroje
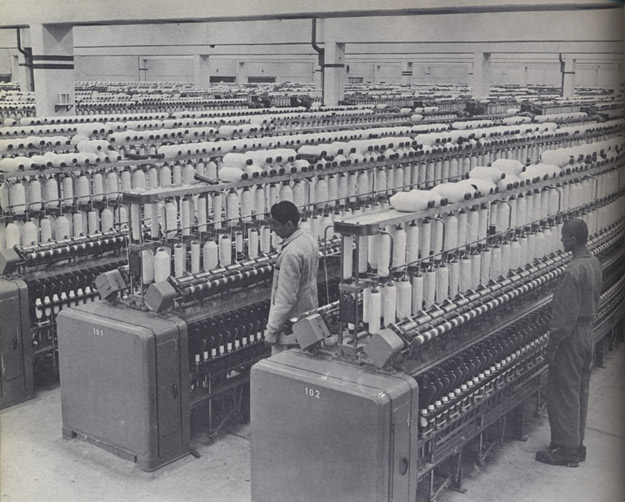
Prstencové dopřádací stroje z 50. let 20. století
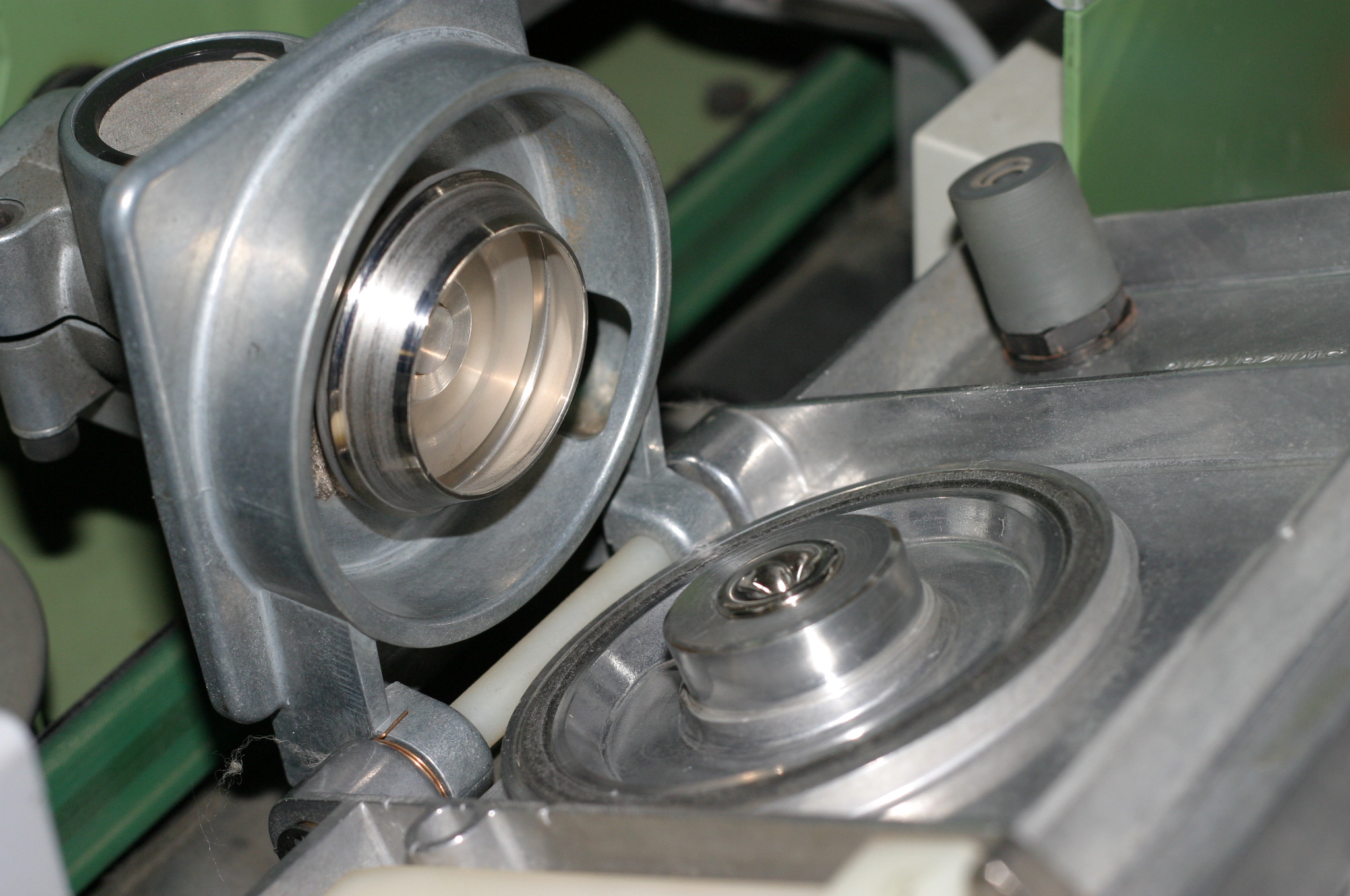
Spřádací jednotka rotorového dopřádacího stroje
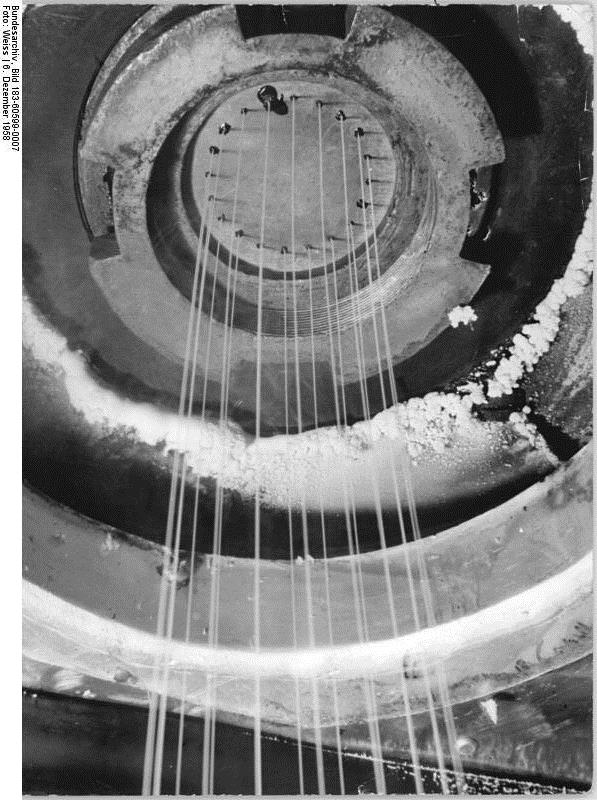
Zvlákňovací tryska na PA filamenty z roku 1958
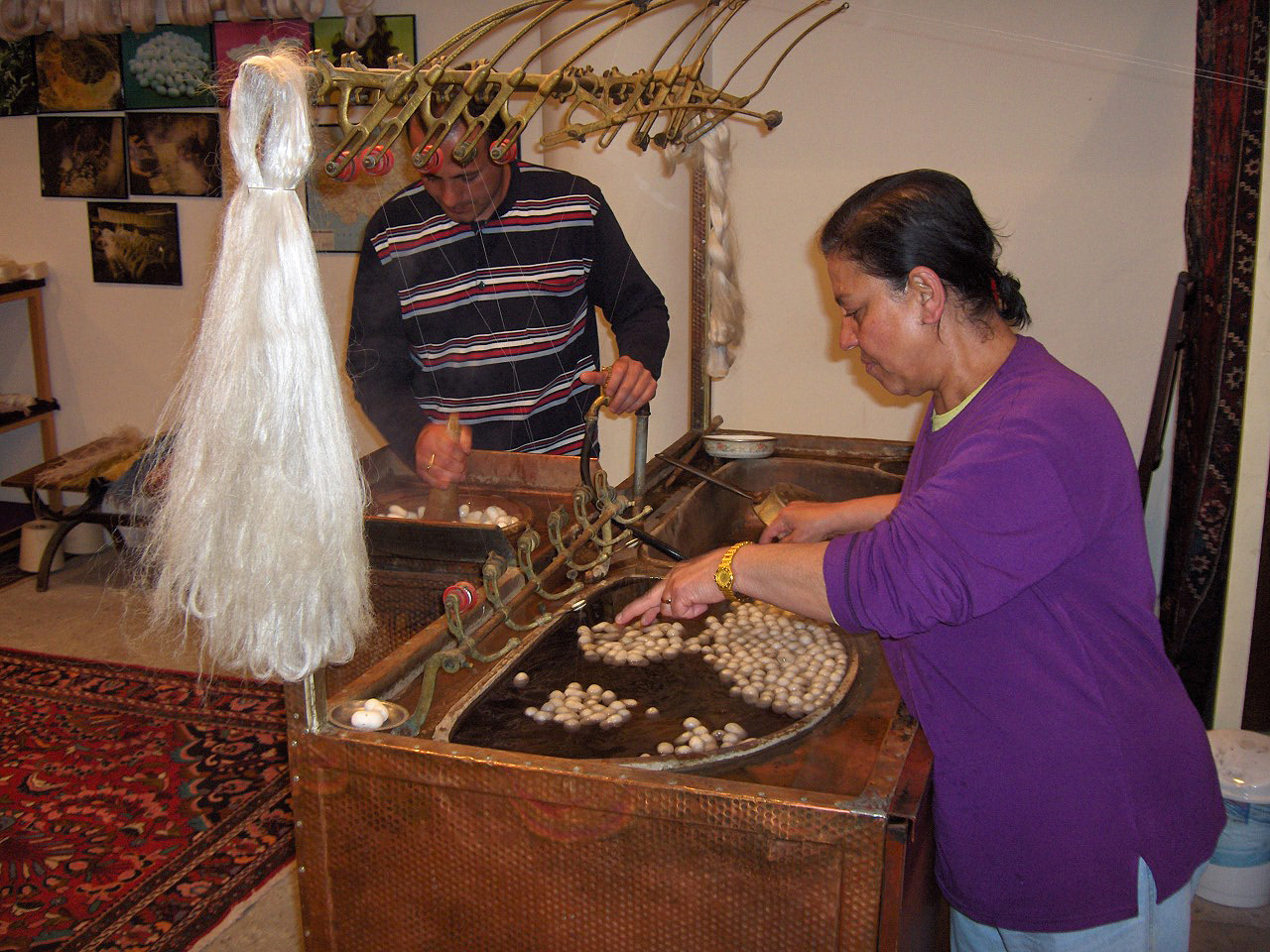
Odvíjení hedvábných filamentů z kokonů bource morušového
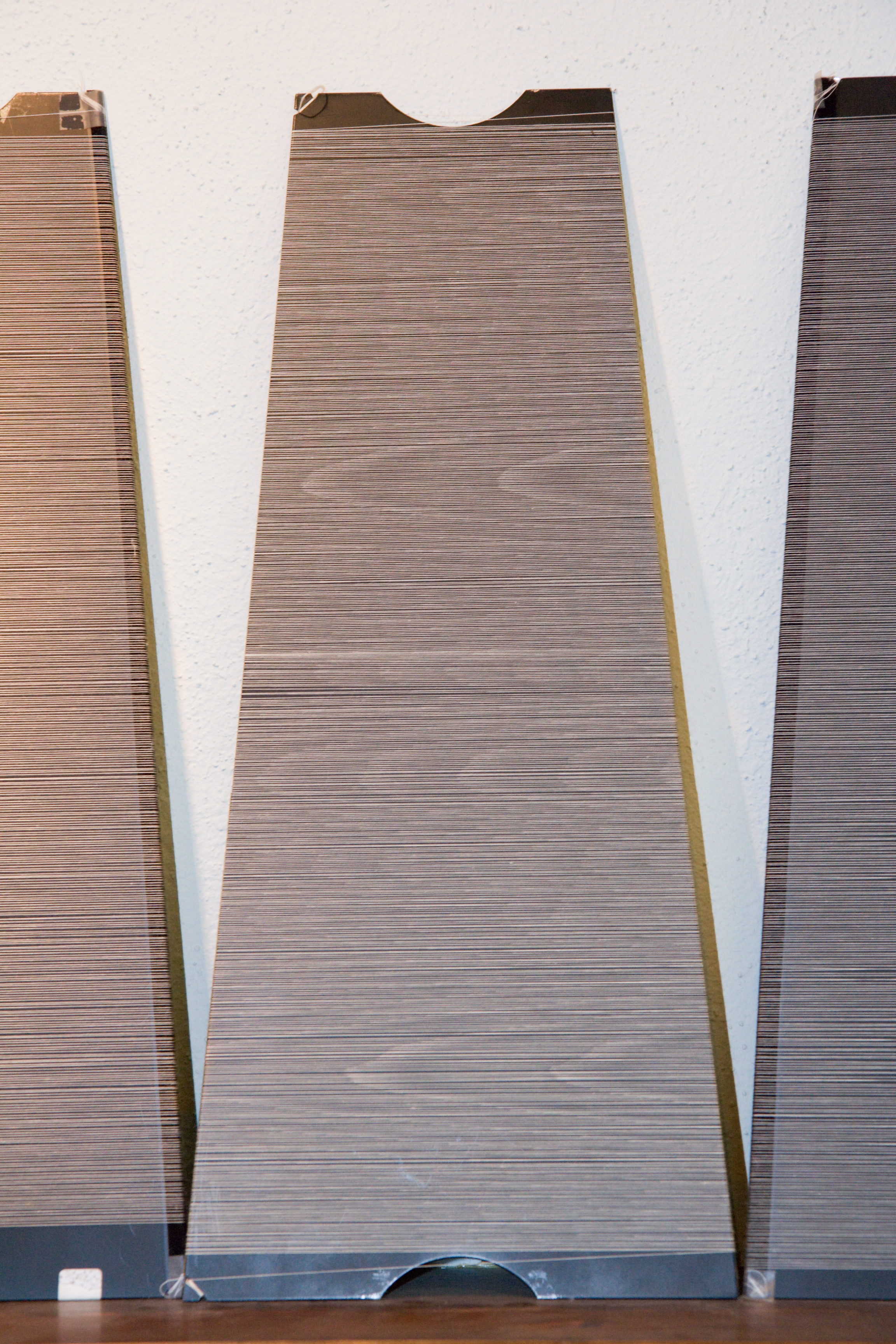
Bavlněná příze s periodickou vadou (moaré)
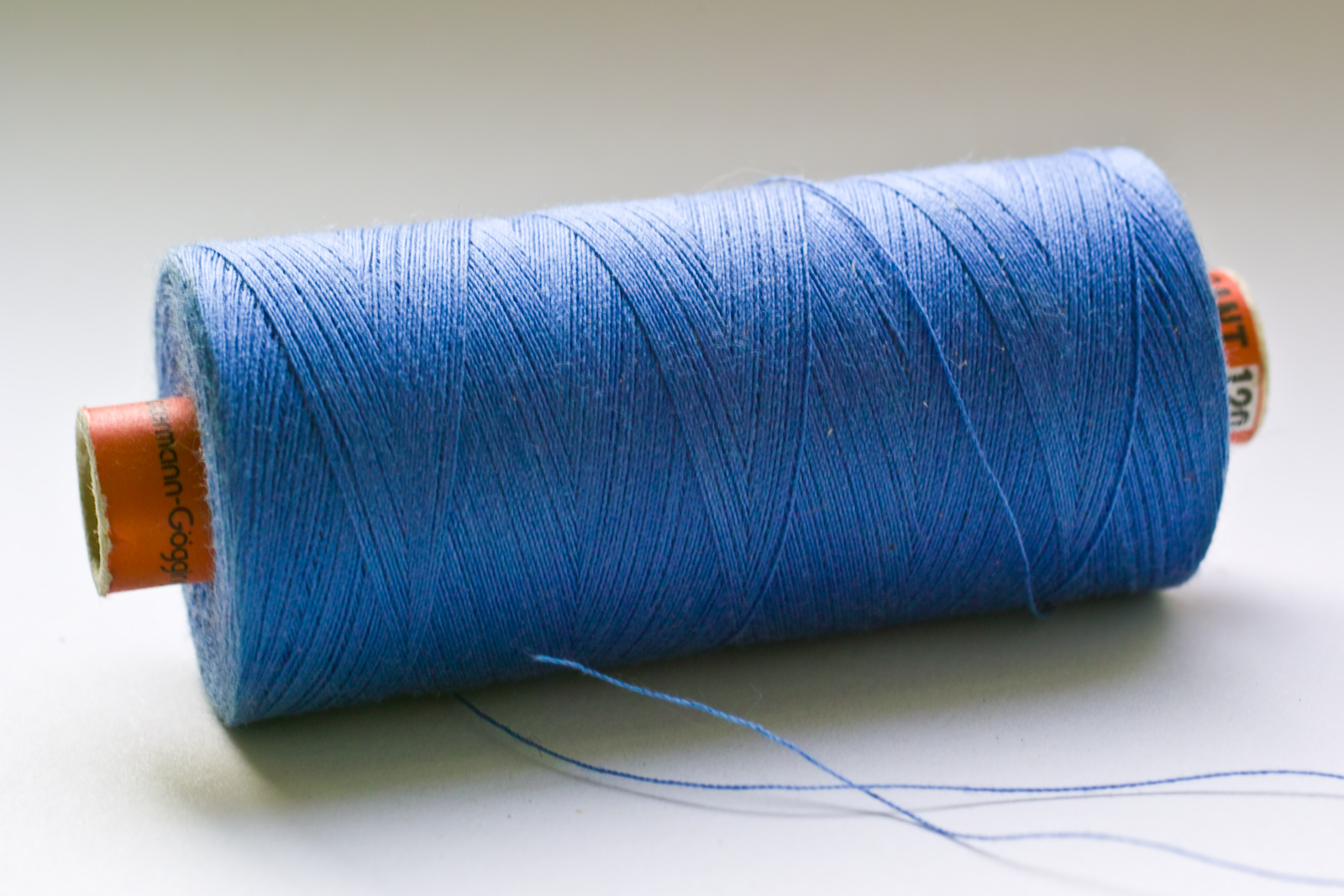
Šicí nit z polyesterové stříže (předená bavlnářskou technologií)
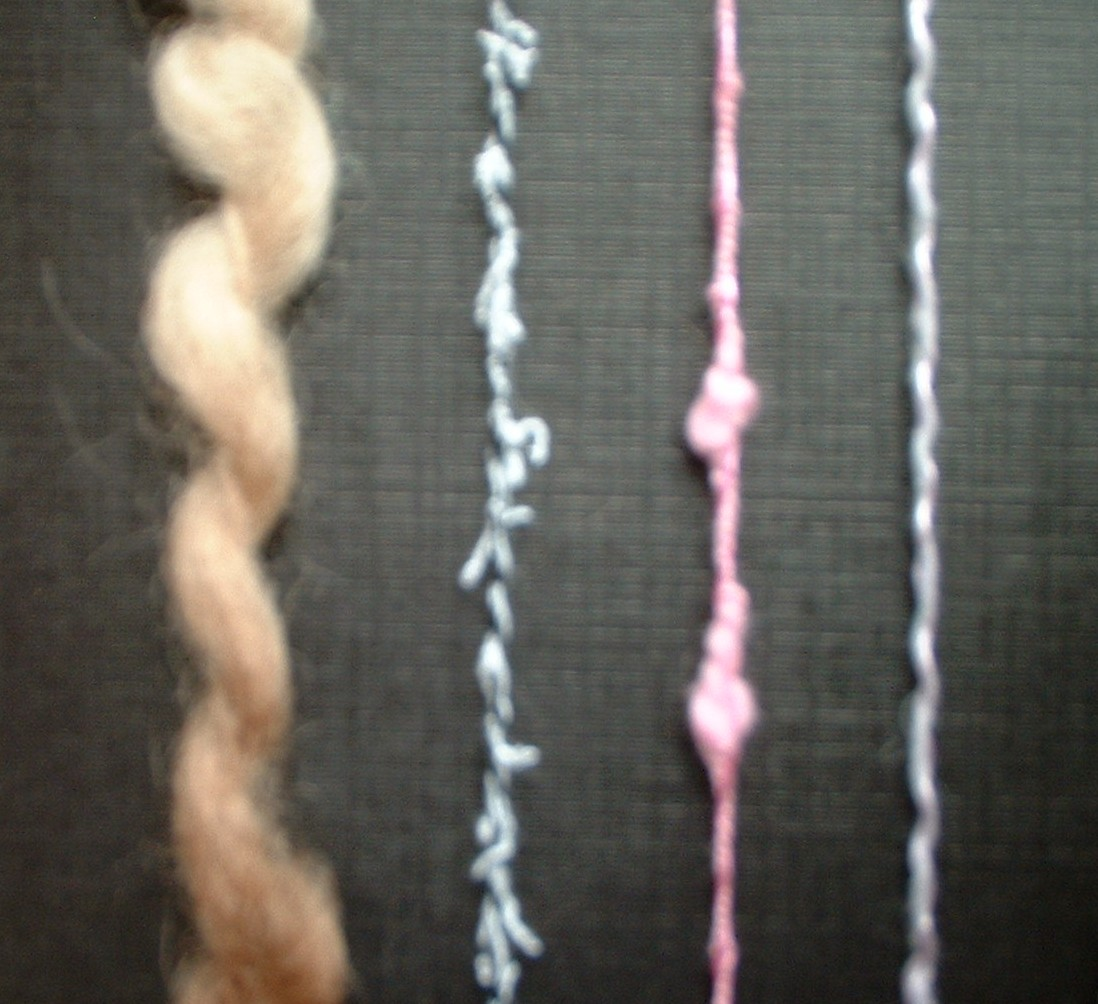
Efektní skané příze
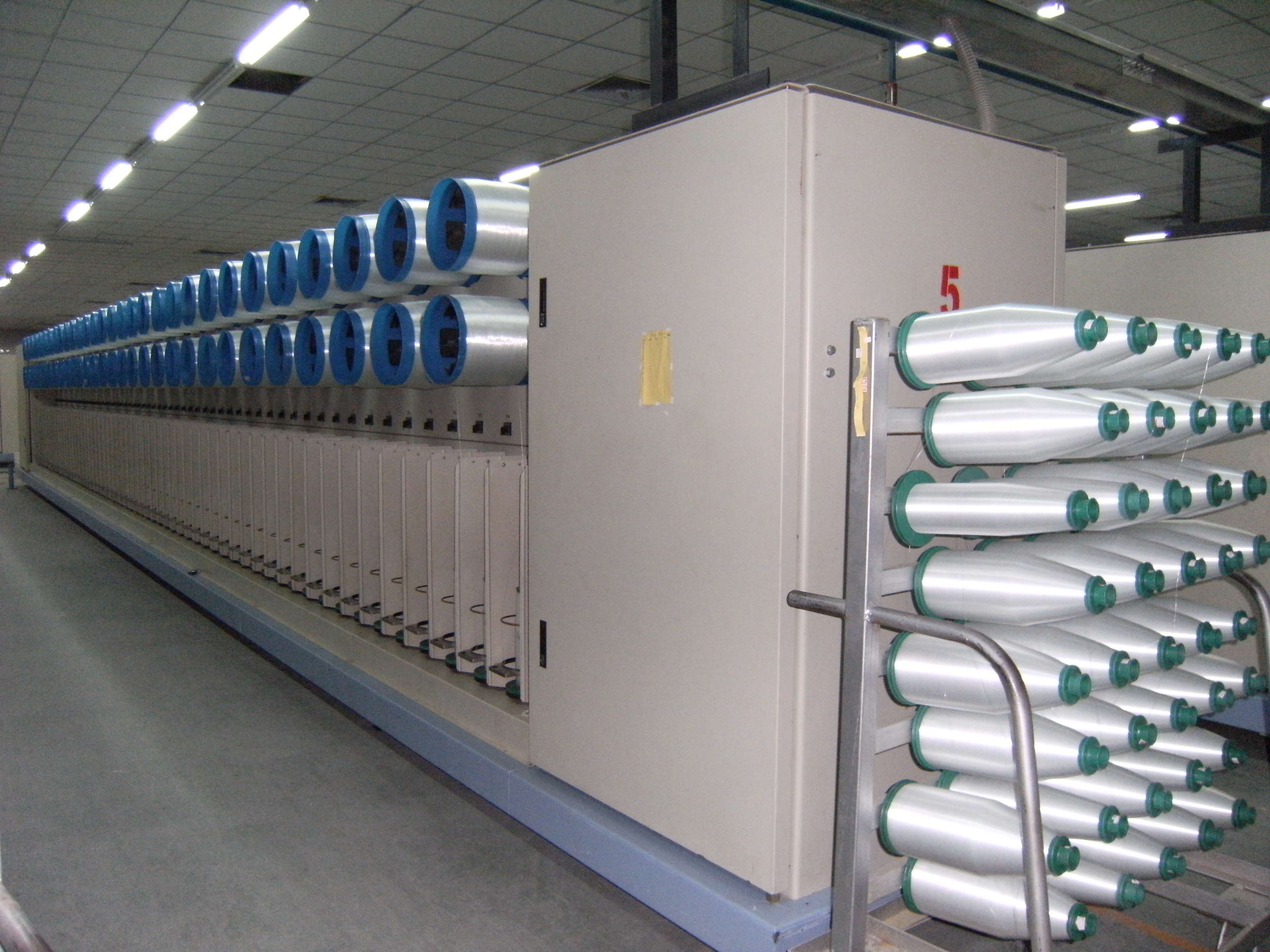
Cívky se skleněnou filamentovou přízí
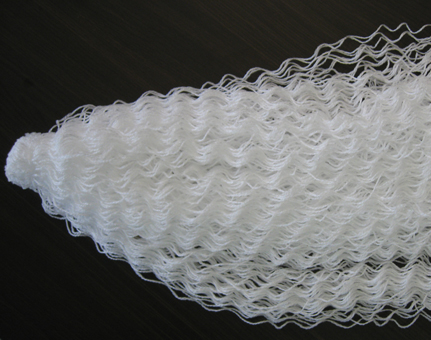
Tvarovaný polyamidový filament
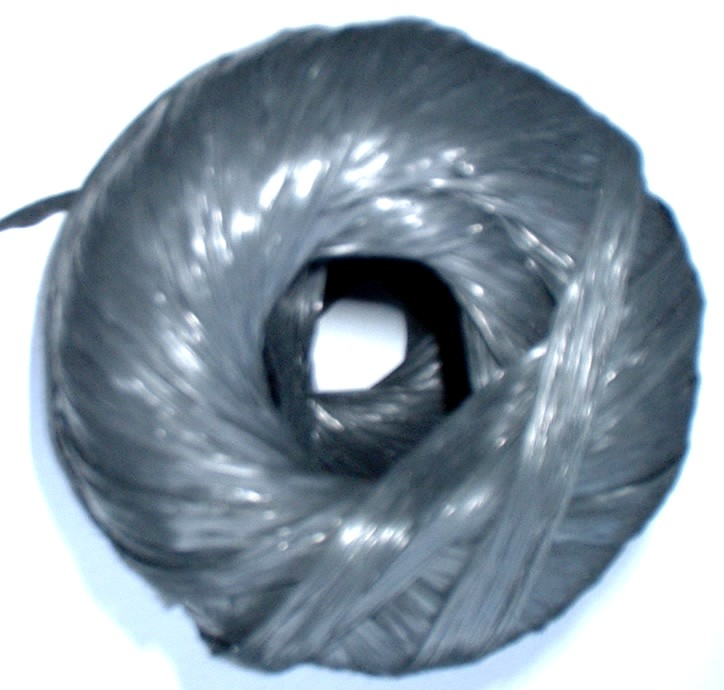
Ručně pletací příze z fóliového pásku
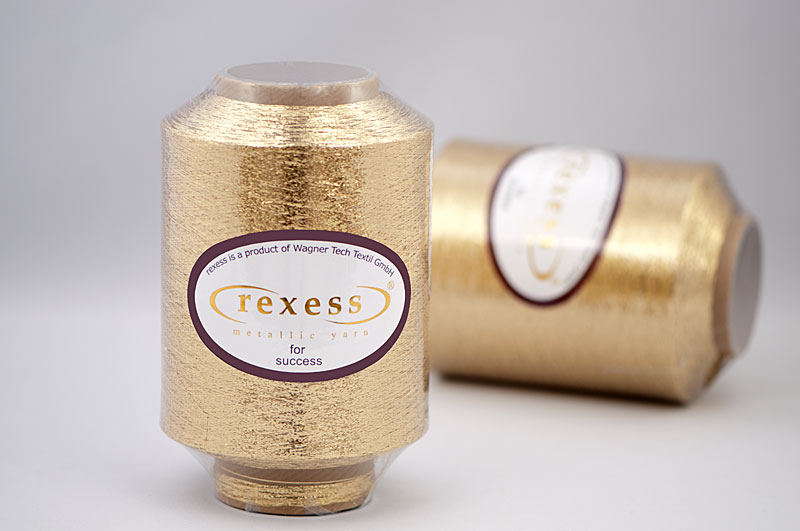
Příze z fóliových pásků (hliník/polyester)